# Rutger Hauer

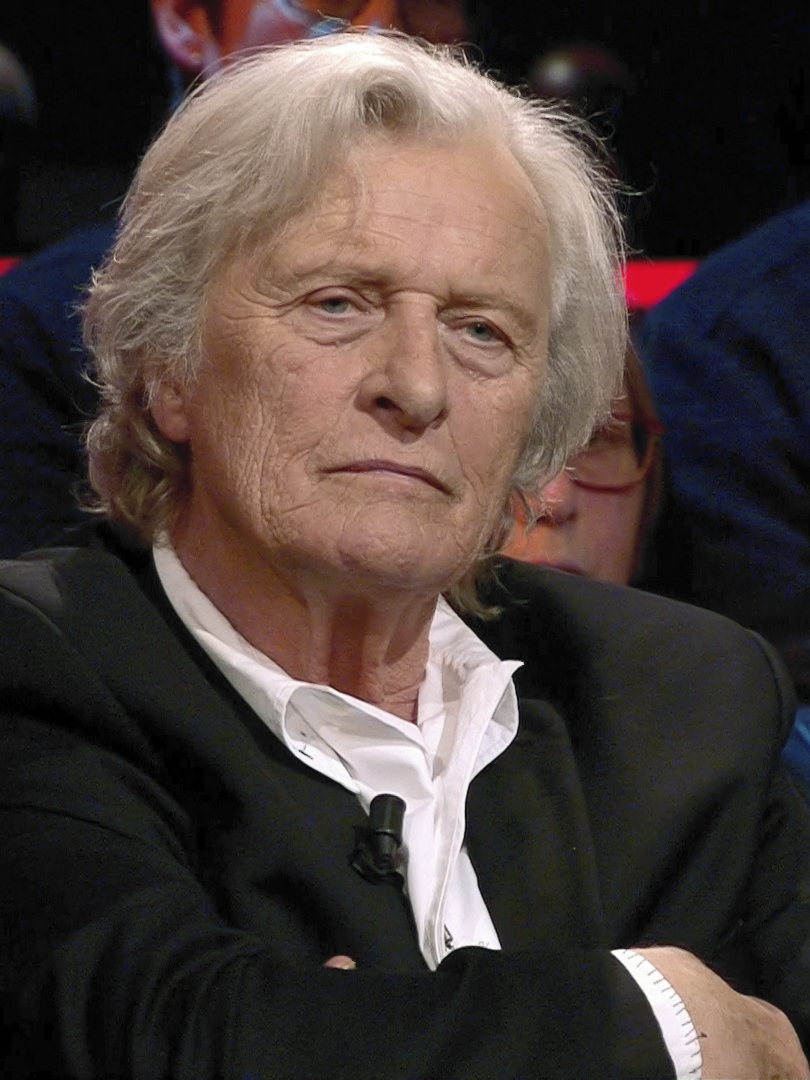
Rutger Hauer (2018)

Rutger Oelsen Hauer (* 23. Januar 1944 in Breukelen, Provinz Utrecht; † 19. Juli 2019 in Beetsterzwaag, Provinz Friesland) war ein niederländischer Schauspieler, der auch in der internationalen Filmbranche erfolgreich war. Als todgeweihter Replikant Roy Batty in Ridley Scotts Kultfilm Blade Runner erlangte er 1982 besondere Bekanntheit.

## Leben
Rutger Hauer wuchs in Amsterdam als Sohn der Schauspiellehrer Arend und Teunke Hauer auf. Er verließ sein Elternhaus im Alter von 15 Jahren und verbrachte ein Jahr damit, die Decks von Schiffen zu säubern. Wieder zu Hause, arbeitete er drei Jahre lang als Elektriker und Zimmermann und nahm gleichzeitig in einer Abendschule Schauspielunterricht. Er trat einer Schauspieltruppe bei, in der er fünf Jahre lang blieb, bis er die Hauptrolle in der erfolgreichen Fernsehserie Floris erhielt.

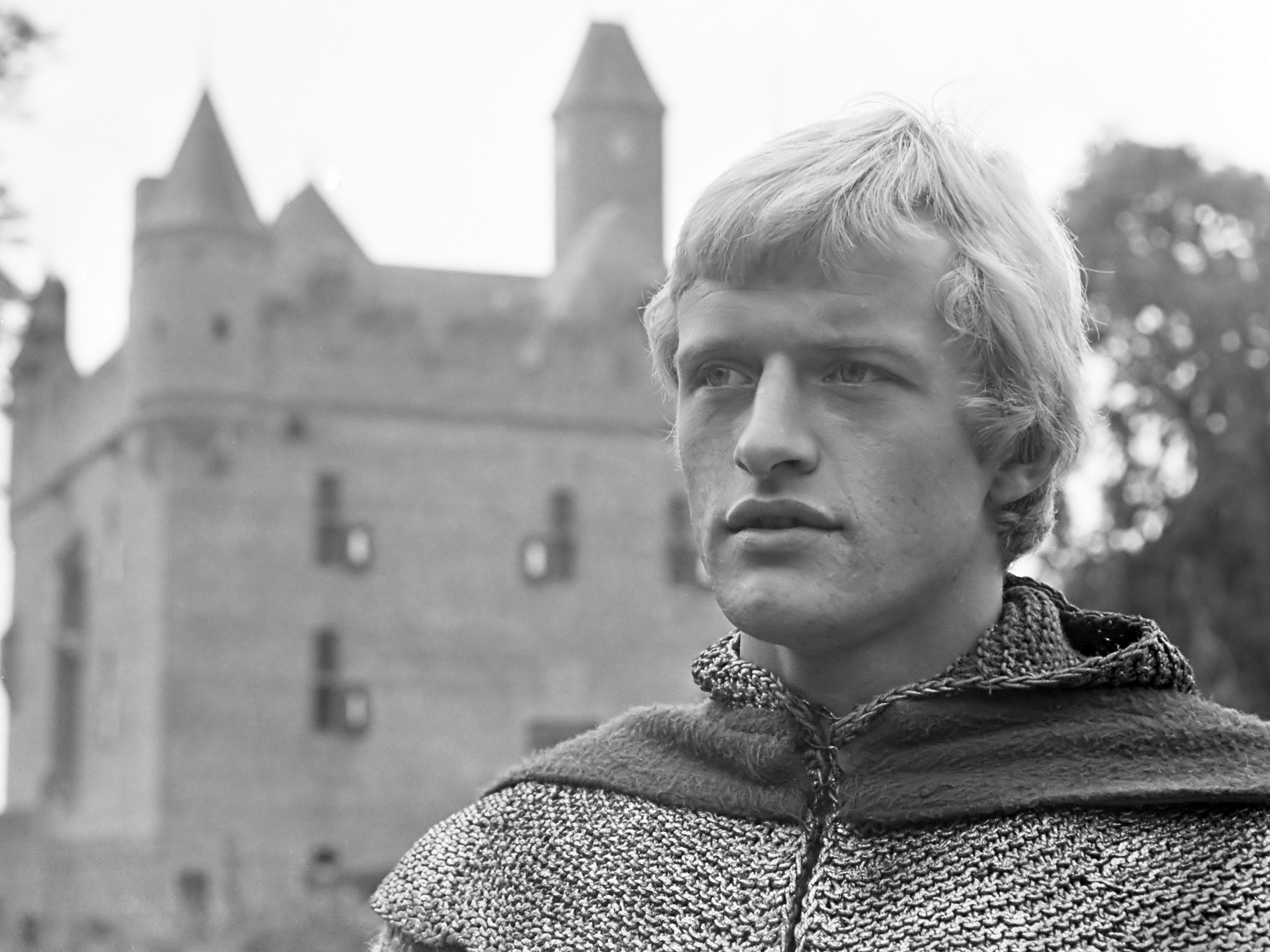
Rutger Hauer in Floris (1968)

Der Regisseur Paul Verhoeven gab Hauer 1973 die Hauptrolle im Film Türkische Früchte, der auch außerhalb der Niederlande ein Erfolg war. Seine erste englischsprachige Rolle erhielt er 1975 im britischen Thriller Die Wilby-Verschwörung an der Seite von Michael Caine und Sidney Poitier. Nach weiteren Filmen in den Niederlanden, drei davon erneut unter der Regie von Paul Verhoeven, gab Hauer 1981 sein amerikanisches Debüt im Stallone-Film Nachtfalken. Dieser Film und der im folgenden Jahr erscheinende Blade Runner machten ihn international bekannt. Seine Darstellung des künstlichen Menschen Roy Batty in Blade Runner wurde vielfach gelobt und gilt als eine seiner besten Rollen.
Nach dem kommerziellen Misserfolg von Eureka spielte Hauer in dem von Kritikern gelobten romantischen Fantasyfilm Der Tag des Falken an der Seite von Michelle Pfeiffer. Mit Verhoeven arbeitete er erneut in Flesh and Blood zusammen. Im Kultfilm Hitcher, der Highway Killer, der vielerorts als einer der besten Vertreter des Psychothrillers angesehen wird, spielte er einen Serienmörder. Auch spielte Hauer in einigen Filmen über den Nationalsozialismus deutsche Rollen. Im Jahr 1988 wurde er für seine Rolle in Flucht aus Sobibor mit einem Golden Globe Award in der Kategorie Bester Nebendarsteller – Serie, Mini-Serie oder TV-Film ausgezeichnet.
Auch waren Werbespots für die Biermarke Guinness mit Hauer Anfang der 1990er Jahre populär. Nachdem er in den 1990er Jahren vor allem in britischen und US-amerikanischen Fernsehproduktionen mitgewirkt hatte, gelang Hauer Anfang der 2000er ein Kino-Comeback mit Rollen in Geständnisse – Confessions of a Dangerous Mind, Sin City und Batman Begins, für die er auch wieder Anerkennung von Kritikern erhielt. Sein Schaffen umfasst mehr als 150 Film- und Fernsehproduktionen.
Ferner war Hauer auch als Synchronsprecher aktiv. So lieh er in dem 2017 veröffentlichten Cyberpunk-Psycho-Horror-Videospiel Observer dem Protagonisten Daniel Lazarski sowohl seine Stimme als auch sein Aussehen. Im Anfang 2019 veröffentlichten Videospiel Kingdom Hearts III synchronisierte er den Antagonisten Master Xehanort.
Rutger Hauer war in zweiter Ehe verheiratet und hatte eine Tochter aus der ersten Ehe. Er engagierte sich für Umweltschutz, etwa für Greenpeace und Sea Shepherd Global, und gründete eine Stiftung zur Erforschung von AIDS. Am 19. Juli 2019 starb Hauer im friesischen Beetsterzwaag nach kurzer schwerer Krankheit an Bauchspeicheldrüsenkrebs.

## Filmografie (Auswahl)

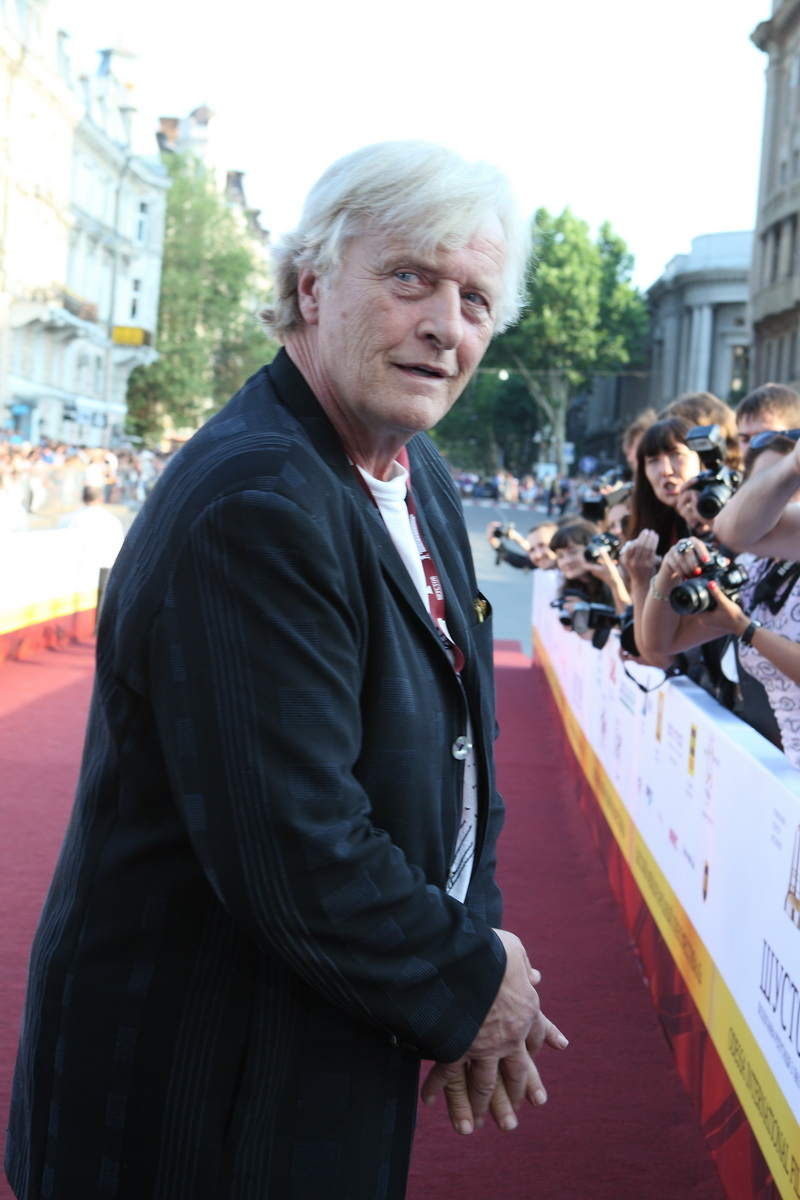
Hauer beim Odessa International Film Festival (2010)

### Kino
- 1973: Türkische Früchte (Turks fruit)
- 1974: Pusteblume
- 1975: Das Mädchen Keetje Tippel (Keetje Tippel)
- 1975: Die Wilby-Verschwörung (The Wilby Conspiracy)
- 1975: Das Amulett des Todes
- 1977: Der Soldat von Oranien (Soldaat van Oranje)
- 1979: Es begann bei Tiffany
- 1979: Eine Frau zwischen Hund und Wolf (Een vrouw tussen hond en wolf)
- 1979: Outsider in Amsterdam (Grijpstra & De Gier)
- 1980: Spetters – knallhart und romantisch (Spetters)
- 1981: Nachtfalken (Nighthawks)
- 1981: Einzigartige Chanel (Chanel Solitaire)
- 1982: Blade Runner
- 1982: Inside the Third Reich
- 1983: Das Osterman Weekend (The Osterman Weekend)
- 1983: Eureka
- 1984: Die Brut des Adlers (A Breed Apart)
- 1985: Der Tag des Falken (Ladyhawke)
- 1985: Flesh and Blood (Flesh+Blood)
- 1986: Gesucht: Tot oder lebendig (Wanted: Dead or Alive)
- 1986: Hitcher, der Highway Killer (The Hitcher)
- 1987: Flucht aus Sobibor (Escape from Sobibor)
- 1988: Die Legende vom heiligen Trinker (La leggenda del santo bevitore)
- 1989: Blinde Wut (Blind Fury)
- 1989: Die Jugger – Kampf der Besten (The Blood of Heroes)
- 1989: Diese vitale Wut (In una notte di chiaro di luna)
- 1989: Die Bluthunde vom Broadway (Bloodhounds of Broadway)
- 1989: Das Gesetz der Wüste (Lion of the desert)
- 1991: Wedlock
- 1991: Ohne jede Reue (Past Midnight)
- 1992: Buffy – Der Vampir-Killer (Buffy the Vampire Slayer)
- 1992: Split Second
- 1992: Beyond Justice
- 1993: Blind Side – Straße in den Tod (Blind Side)
- 1993: Arctic Blue
- 1994: Nostradamus
- 1994: Surviving the Game – Tötet ihn! (Surviving the Game)
- 1994: Aussichtslos (The Beans of Egypt, Maine)
- 1995: Death Connection (Blood of the Innocent)
- 1995: Mr. Stitch
- 1996: Crossworlds – Dimension der Unendlichkeit (Crossworlds)
- 1996: Omega Doom
- 1997: Deathline (Redline)
- 1997: Ruf der Wildnis (The Call of the Wild: Dog of the Yukon)
- 1997: Hostile Waters – Ein U-Boot-Thriller (Hostile Waters)
- 1997: Hemoglobin (Bleeders)
- 1997: Knockin’ on Heaven’s Door
- 1998: Bone Daddy – Bis auf die Knochen (Bone Daddy)
- 1999: Top Jets – Angriff aus den Wolken (Tactical Assault)
- 1999: New World Disorder – Das Killerprogramm (New World Disorder)
- 1999: Simon Magus
- 2000: Der Tod kommt nie allein (Partners in Crime)
- 2001: Turbulence 3 (Turbulence 3: Heavy Metal)
- 2001: Flying Virus
- 2002: Geständnisse – Confessions of a Dangerous Mind (Confessions of a Dangerous Mind)
- 2002: Scorcher – Die Erde brennt (Scorcher)
- 2002: The Bankers of God: The Calvi Affair (I Banchieri Di Dio)
- 2004: Der Venedig Code (Tempesta)
- 2005: Wes Craven präsentiert Dracula III – Legacy (Dracula III: Legacy)
- 2005: Batman Begins
- 2005: Sin City
- 2005: Der Poseidon-Anschlag (The Poseidon Adventure)
- 2006: Die Jagd auf Eagle One (The Hunt for Eagle One)
- 2006: Minotaur
- 2006: Mentor
- 2007: Goal! II (Goal II: Living the Dream)
- 2007: 7eventy 5ive
- 2007: Moving McAllister
- 2007: Magic Flute Diaries
- 2007: Spoon
- 2007: Robin Pilcher – Am Anfang war die Liebe (Starting Over)
- 2008: Bride Flight
- 2009: Oogverblindend
- 2009: Barbarossa
- 2011: Alle for én – Niemeyer
- 2011: Die Heineken Entführung (De Heineken Ontvoering)
- 2011: The Key Is Salamander (Ключ Саламандры)
- 2011: Hobo with a Shotgun
- 2011: The Rite – Das Ritual (The Rite)
- 2011: Die Mühle und das Kreuz (Młyn i krzyż)
- 2012: Agent Ranjid rettet die Welt
- 2012: Dario Argentos Dracula (Dracula 3D)
- 2013: Il Futuro – Eine Lumpengeschichte in Rom (Il futuro)
- 2015: Der Admiral – Kampf um Europa (Michiel de Ruyter)
- 2016: Beyond Valkyrie: Morgendämmerung des “Vierten Reichs” (Beyond Valkyrie: Dawn of the 4th Reich)
- 2017: Valerian – Die Stadt der tausend Planeten (Valerian and the City of a Thousand Planets)
- 2017: 24 Hours to Live
- 2018: Sonata – Symphonie des Teufels (The Sonata)
- 2018: The Sisters Brothers
- 2018: Corbin Nash
- 2018: Samson – Der Auserwählte, Der Verratene, Der Triumphator (Samson)
- 2019: Iron Mask (Taina Petschati Drakona)

### Fernsehen
- 1969: Floris – Der Mann mit dem Schwert (Floris, Fernsehserie)
- 1973: Floris von Rosemund (Fernsehserie)
- 1993: Kreuzfahrt ins Jenseits (Voyage)
- 1994: Vaterland (Fatherland)
- 1997: Lexx – The Dark Zone (LEXX, Fernsehserie, Episode 3: Karusell des Todes)
- 1998: Merlin (Fernsehfilm)
- 2000: Das zehnte Königreich (The 10th Kingdom)
- 2002: Alias – Die Agentin (Alias, Fernsehserie)
- 2004: Smallville (Fernsehserie)
- 2004: Salem’s Lot – Brennen muss Salem (Salem’s Lot, Fernsehserie)
- 2013–2014: True Blood (Fernsehserie)
- 2014: Sein Name war Franziskus (Francesco, Fernsehfilm)
- 2015: The Last Kingdom (Fernsehserie)
- 2018: Channel Zero (Fernsehserie, 8 Episoden)

### Kurzfilme
- 2015 Clones

### Synchronisationen
- 2017: Observer (Videospiel)
- 2019: Kingdom Hearts III (Videospiel)

## Deutsche Synchronstimmen
Rutger Hauer wurde von folgenden Synchronsprechern in Deutschland synchronisiert: Tommi Piper, Joachim Kemmer, Michael Ansorge, Gudo Hoegel, Christian Wolff, Thomas Danneberg, Heiner Lauterbach, Klaus Kindler, Klaus Guth, Wolfgang Condrus, Rüdiger Joswig, Hannes Gromball, Manfred Lehmann, Peter Aust, Sigmar Solbach, Jürgen Kluckert, Randolf Kronberg, Joachim Siebenschuh, Detlef Bierstedt, Wolf Frass, Kaspar Eichel, Ekkehardt Belle, Wolfgang Hess, Lothar Blumhagen und Helmut Krauss.